# Avoudrey
 Avoudrey  es una población y comuna francesa, en la región de Franco Condado, departamento de Doubs, en el distrito de Besançon y cantón de Vercel-Villedieu-le-Camp.

## Demografía
| 576 | 543 | 658 | 710 | 710 | 705 |
| Para los censos de 1962 a 1999 la población legal corresponde a la población sin duplicidades (Fuente: INSEE [Consultar]) |     |     |     |     |     |